# IFRAME
För det digitala videoformatet, utvecklat av Apple, se iFrame
IFrame (Inline Frame) är ett HTML-dokument som är inbäddat inuti ett annat HTML-dokument på en webbplats på Internet. IFrame-element används vanligen för att infoga innehåll från en annan källa, t.ex. en annons, i en webbsida. Även om en IFrame beter sig som en vanlig, infogad bild, kan den konfigureras så att den t.ex. får sin egen rullningslist oberoende av den omgivande webbsidans rullningslist.
En webbdesigner har möjlighet att konfigurera en IFrames innehåll utan att användaren behöver ladda om den omgivande sidan. Detta möjliggörs genom JavaScript eller tillämpningen av ett s.k. HTML-ankare. Webbdesigners använder IFrames för att bädda in interaktiva applikationer i webbsidor, exempelvis Ajax (Asynchronous JavaScript and XML), som Google Maps, eller kommersiella e-handelsprogram.
I början av 2008 infiltrerade hackare Internet med skadlig IFrame-kod, vilket ledde till attacker mot många framstående webbplatser, inklusive sådana som USA Today och ABC News. Angriparna infogade IFrame-kod i menyn av sökresultat från eller länkar till normalt ofarliga och seriösa webbplatser. När en besökare klickade på en länk från den komprometterade sidan blev denne omdirigerad till en skadlig webbplats av IFrame-koden. Användarens dator blev då mottaglig för automatisk nedladdning av s.k. malware, dvs. skadlig kod.